# Klaudiusz Wójcik
Klaudiusz Krzysztof Wójcik (ur. 6 czerwca 1969 w Busku-Zdroju) – polski matematyk, profesor nauk matematycznych, profesor nadzwyczajny Uniwersytetu Jagiellońskiego (od 2010) w Krakowie. W latach 2013–2020 pełnił funkcję prodziekana ds. ogólnych Wydziału Matematyki i Informatyki Uniwersytetu Jagiellońskiego. Od 2020 roku dyrektor Instytutu Matematyki Uniwersytetu Jagiellońskiego. Od 2020 roku wiceprezes Polskiego Towarzystwa Matematycznego.

## Życiorys zawodowy
Matematykę ukończył na Uniwersytecie Jagiellońskim w 1993, gdzie następnie rozpoczął pracę naukową. Stopień doktorski uzyskał w 1997 broniąc pracy pt. Zastosowania twierdzenia Lefschetza do wykrywania orbit okresowych i chaosu w układach dynamicznych przygotowanej pod kierunkiem prof. Romana Srzednickiego. Habilitował się w 2005. Tytuł naukowy profesora nauk matematycznych został mu nadany w 2013. Poza Uniwersytetem Jagiellońskim wykładał także jako profesor w Państwowej Wyższej Szkole Zawodowej w Nowym Sączu (od 2005). Wielokrotnie odbywał zagraniczne staże naukowe, m.in. na amerykańskim uniwersytecie w Auburn.
Swoje prace publikował w takich czasopismach jak m.in.:
- „Journal of Differential Equations”,
- „Proceedings of the American Mathematical Society”,
- „Annales Polonici Mathematici”,
- „Topology and its Applications”,
- „Nonlinear Analysis: Theory, Methods & Applications”,
- „International Journal of Bifurcation and Chaos”[5][6][7].